# Fairfest
Fairfest var under 2008 och 2009 Sveriges största inomhusfestival med inriktning musik under en dag, och huserade i staden Vänersborg. Festivalen var från början tänkt som en start på festivalsommaren, då den arrangerades i april, och var riktad till omnejdens ungdomar.
Efter två år lades musikfestivalen ner på grund av brist på finansiärer samt brist på tid av dess pionjärer.
Flera förslag har väckts om huruvida festivalen ska återföras i andra städer runt om i Sverige, men inget konkret är ännu bestämt - till dess kvarstår rekordet på Sveriges största inomhusfestival till året 2009, då det uppskattade besöksantalet var 2000 personer på en dag.[källa behövs]
Artister som har spelat på Fairfest är till exempel:
- Markus Krunegård
- Blindside
- Marit Bergman
- Hästpojken
- Neverstore
- The Perishers
- Organismen
- Lasse Lindh
- Lillasyster
- Division of Laura Lee
- Sonic Syndicate
- Ison & Fille
- Chemical Vocation
- Her Bright Skies
- Adept